# Niagara Movement

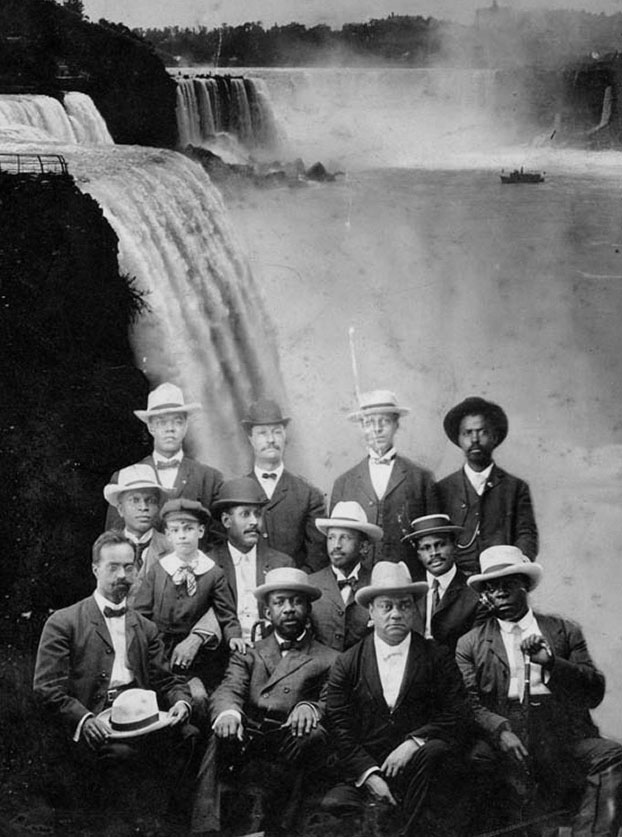
Enkele leden van de Niagara Movement in 1905

De Niagara Movement was een in 1905 opgerichte groep van 32 Afrikaans-Amerikaanse mannen, die streefden naar gelijkheid tussen de blanke en zwarten in de Verenigde Staten van Amerika. De groep was het oneens met de compromissen die Booker T. Washington had gedaan in diens Atlanta Compromise in 1895. William DuBois leidde de beweging, en hij riep de eerste vergadering bijeen van 11 tot 14 juli 1905 aan de Canadese zijde van de Niagarawatervallen, omdat de hotels in Amerika hen niet wilden accommoderen. De Niagara Movement werd in 1909 omgevormd tot de National Association for the Advancement of Colored People (NAACP).

## Leden
- H.A. Thompson
- Alonzo Herndon
- John Hope
- Fred McGhee
- Norris Herndon
- J. Max Barber
- William DuBois
- Robert Bonner
- Henry Bailey
- Clement Morgan
- W. H. Hart
- B. Smith

## Gerelateerde onderwerpen
- Burgerrechten
- Racisme
- ACLU